# Hiram Bithorn
Hiram Gabriel Bithorn (San Juan, 18 de março de 1916 — Ciudad Victoria, 29 de dezembro de 1951) foi um arremessador canhoto que se tornou o primeiro jogador porto-riquenho de beisebol a jogar na Major League Baseball. 

## Vida
Ele nasceu em Santurce, uma área densamente povoada de San Juan.
Em Porto Rico, Bithorn jogou pelo San Juan Senators, e, aos 22 anos, se tornou o mais jovem treinador na história da liga de inverno.
Bithorn foi escolhido pelo Chicago Cubs em 30 de setembro de 1941, estreando em 15 de abril do ano seguinte. Ele venceu 9 jogos e perdeu 14 em sua primeira temporada, mas se recuperou em 1943 com 18 vitórias e 12 derrotas e liderando a Liga Nacional em shutouts com 7.
Após sua segunda temporada, Bithorn lutou pelos Estados Unidos na 2ª Guerra Mundial. O seu início promissor, porém, não durou uma vez que ele voltou do serviço militar. Retornando ao Chicago Cubs, foi 6-5 em 1946. Em 25 de janeiro de 1947, ele foi comprado pelo Pittsburgh Pirates somente para ser vendido depois. Em 22 de março do mesmo ano, foi selecionado pelo Chicago White Sox, mas só arremessou duas entradas, desenvolvendo uma dor no braço que encerrou sua carreira.
Em quatro temporadas, Bithorn teve um registro de 34-31, com 185 strikeouts, uma ERA de 3,16, 30 jogos completos, 8 shutouts, 5 salvamentos e 509 entradas arremessadas em 105 jogos (53 como iniciador).
Bithorn tentou uma volta alguns anos depois na liga de inverno mexicana. Mas em 30 de dezembro de 1951, aos 35 anos, levou um tiro de um oficial de polícia no México. Ele morreu mais tarde num hospital. Inicialmente, o oficial alegou que Bithorn foi violento e também que tinha dito que ele foi parte de uma "célula comunista", mas este argumento foi desiludido e o oficial foi enviado à prisão pelo assassinato de Bithorn.
O realização de Bithorn de chegar à MLB permaneceu uma fonte de orgulho em Porto Rico, e ele foi homenageado em 1962 quando o maior estádio de beisebol da ilha foi construído e nomeado para ele: o Estádio Hiram Bithorn.